# 千歳橋 (松本市)

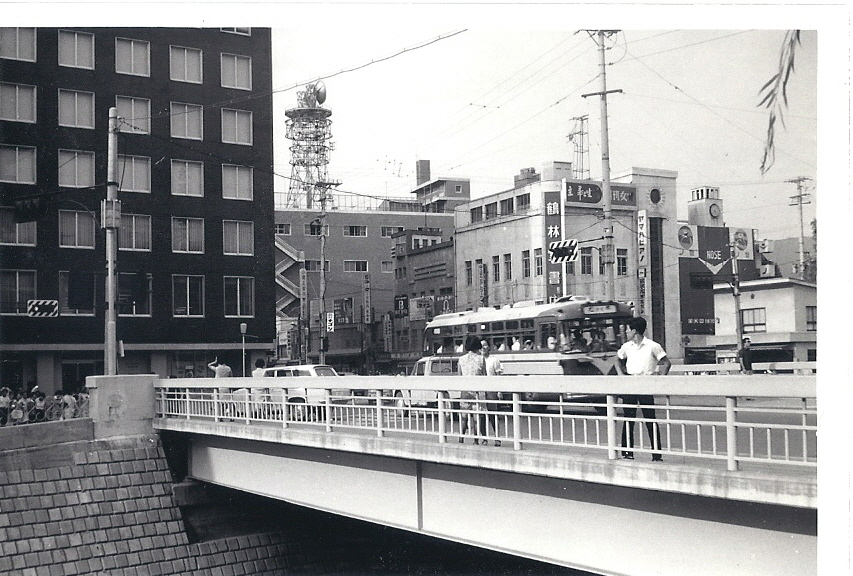
1967年8月当時の千歳橋。左方向が松本城に通じる道。

千歳橋（せんさいはし）は、長野県松本市の女鳥羽川に架かる橋。この橋を渡りまっすぐ北に向かうと松本城の入り口になる。

## 概要
女鳥羽川の本来の流路は現在とは違っていた。それを1550年の小笠原長時との戦いに勝ちこの地を支配するようになった武田氏が深志城（松本城の旧称）を整備する際に、城の外堀の機能を持たせるために流路を変更したという。江戸時代には、川の北側は武家地、南側は町人地であるとともに、合流した野麦街道と善光寺街道がさらに北に向かうために武家地には入れず迂回する地点に近いという枢要な橋であった。
元は大手橋と言う、木製の橋であった。木製ゆえ度々流されたが、1876年（明治9年）になって取壊した大手門門台の石を利用した石橋に替えられた。
石製なので、流される事なく千年も万年もと願って千歳橋となった。
この橋の先には大手門があり、町人は通れなかった。町人がこの橋を渡り大名町通りに往来が出来るようになるのは、1870年（明治3年）3月からである。橋の北詰には松本市の道路元標があり、北側のクランクは大手門の枡形の名残である。南側には1889年（明治22年）に移された、高札場があった。

### 千歳橋の写真画像
- 東北側から南西側を望んだところ。向かいの茶色の建物は時計博物館である。2012年3月21日撮影
- 橋の北東側河畔にある花いっぱい運動発祥の記念碑。2012年3月21日撮影

## 直近周辺
- 松本市時計博物館
- 四柱神社
- 花いっぱい運動発祥地碑